# Vota superis reddite
La locuzione latina Vota superis reddite, tradotta letteralmente, significa mantenete gli impegni presi con gli dei.
Essa è contenuta nell'ottava fabula della cosiddetta Appendix perottina delle Fabulae di Fedro.
Il titolo della favola, De oraculo Apollinis, ne annuncia il contenuto: un riassunto delle massime delfiche variamente tramandate nell'antichità classica.
Nella favola di Fedro la prima di esse è dunque Pietatem colite; vota superis reddite; / Patriam, parentes, natos, castas coniuges / Defendite armis "coltivate la devozione e mantenete i vostri impegni verso gli dei, Difendete con le armi la patria, i genitori, i figli e le care coniugi". La posizione della massima prima di quella relativa al rispetto dei genitori rispecchia sia l'ordine nelle 147 massime delfiche in cui al secondo e terzo posto appaiono Θεοὺς σέβου ("venera gli dei") e Γονεῖς αἰδοῦ ("rispetta i genitori"); sia la posizione nelle tavole della legge mosaica in cui quarto e quinto comandamento avvicendano il rispetto dei giorni consacrati a Dio e il rispetto dei genitori. Resta un tratto tutto romano, escluso nelle fonti greche ed ebraiche, l'impegno militare nel mantenere il rispetto verso patria e famiglia.
Giuseppe De Luca, nell'introduzione al secondo volume della sua Introduzione alla storia della pietà considera la frase come una esplicitazione dell'emistichio precedente pietatem colite, descrizione della pietas romana come rapporto corretto con la divinità.